# Menorosia bonellii
Menorosia bonellii es una especie de coleóptero de la familia Aderidae.

## Distribución geográfica
Habita en Bioko (Fernando Póo) (Guinea Ecuatorial).